# Магическая кнопка
Магическая кнопка (англ. magic pushbutton) — антипаттерн, появляющийся при недостатке абстракции, когда множество различных действий сваливается в кучу в неподходящем месте, например в обработчике нажатия на кнопку, вместо того чтобы быть распределёнными по подходящим классам и функциям. Обычно проблема возникает в средах визуальной разработки, когда программист сначала рисует пользовательский интерфейс, а затем пишет бизнес-логику в автоматически созданных методах, обычно — в методе обработки нажатия на кнопку, например «OK».
Проблемы этого антипаттерна:
- Код обработчиков элементов интерфейса неконтролируемо растёт[3]
- Изменение пользовательского интерфейса (или добавление нового интерфейса) становится сложным, например удаление кнопки может повлечь за собой удаление связанных с ней методов[4]
- Усложняется тестирование кода
- Повторное использование кода невозможно

Иногда сходные антипаттерны возникают и в серверном коде, например в ASP.NET Web Forms.

## Плохой пример (Borland Delphi)
```
procedure
 
TForm1
.
Button1Click
(
Sender
:
 
TObject
)
;

var

  
reg
:
 
TRegistry
;

begin

  
reg
 
:=
 
TRegistry
.
Create
;

  
try

    
reg
.
RootKey
 
:=
 
HKey_Current_User
;

    
if
 
reg
.
OpenKey
(
'SoftwareMyCompany'
,
 
true
)
 
then

    
begin

      
reg
.
WriteString
(
'Filename'
,
 
Edit1
.
Text
)
;

    
end
;

  
finally

    
reg
.
Free
;

  
end
;

end
;

```

## Хороший пример (Borland Delphi)
В этом случае лучше будет произвести рефакторинг бизнес-логики (в этом примере — хранение имени файла в реестре) в отдельный класс.
```
type

  
TPreferences
 
=
 
class

  
private

    
FFilename
:
 
String
;

    
procedure
 
SetFilename
(
const
 
Value
:
 
String
)
;

  
public

    
property
 
Filename
:
 
String
 
read
 
FFilename
 
write
 
SetFilename
;

    
procedure
 
Load
;

    
procedure
 
Save
;

  
end
;

```

И воспользоваться методом этого класса «Сохранить» из обработчика нажатия кнопки:
```
procedure
 
TForm1
.
Button1Click
(
Sender
:
 
TObject
)
;

begin

  
Preferences
.
Save
;

end
;

```

```
procedure
 
TForm1
.
Edit1Change
(
Sender
:
 
TObject
)
;

begin

  
Preferences
.
Filename
 
:=
 
Edit1
.
Text
;

end
;

```

Сейчас эта проблема стала актуальной и в Visual C# (Microsoft Visual Studio).